# L'Avetar (Planoles)
L’Avetar és un important bosc de l’obaga de Planoles, a la comarca del Ripollès, que és en gran majoria de propietat comunal. L'Avetar ocupa la part alta del torrent dels Avets (més avall torrent d'Aspre), al sud de la Roca Aguda, a uns 3 km del del poble de Planoles, a la Vall del Rigat, capçalera occidental del riu Freser, al vessant nord de la Serra de Montgrony.
Als vessants de la vall escarpada i humida que ocupa aquest bosc hi ha raconades compostes, quasi exclusivament, per avets, alguns d’ells monumentals com l'Avet del Torrent de la Comella, anomenat també Avet del Forn de la Calç, ateses la seva capçada i edat.
Aquest avetar és l’últim que hi ha al Pirineu en direcció al Mediterrani, i conté un gran nombre d’espècies animals i vegetals.